# 丁国恩
丁国恩（？—？），浙江萧山人，清朝政治人物。
丁国恩曾于1854年接替乔松年任松江府知府一职，1854年由薛焕接任。他還當過吳縣知縣。